# Rima
A Rima (szlovákul: Rimava) a Sajó jobb oldali mellékfolyója. A Vepor lábánál ered, Sajópüspöki és Velkenye között ömlik a Sajóba. Hossza 90 kilométer.

## Nevének eredete
A folyó neve latin eredetű, feltehetően a rómaiak idejéből származtatható. Jelentése: hasadék, repedés.

## Leírása
Varga Gabriella írja: " Az elnevezés hűen tükrözi a természeti körülményeket, mivel a vidék mindenfelé inkább hegyvidékes, s így a magaslati pontokról jól látható a Ragács, az 537 m magas egykori tűzhányó krátere, a Szárkő, Hegyeskő, a Bucsony és a Zabotta. A környék jellegét is a Rima folyó határozta meg leginkább, mely egyben a Sajó legnagyobb szlovákiai mellékfolyója is. A folyó az 1341 méter magas Vepor lábánál ered, eleinte délkeletre, majd Nyustyától kezdve délre folyik. Rimaszombatnál ismét délkeletre fordul, Felednél tágas, termékeny völgyben keleti irányt vesz fel, Velkenye alatt a Sajóba ömlik, néhány méterre a magyar határtól, és 800 méterre Sajópüspökitől.
A magyar népi hitvilágban a fákban lakó szellemekről ez ideig két adatot jegyeztek fel: az egyik a múlt szelleme, amely a Rima forrásának ezeréves fájából meséli a múlt eseményeit.
Útleírásaiban Jókai Mór is írt a Rima folyóról. „Csak ott, hol a hegyekről lejövő folyam kettészeli a völgyet, tűnik elő a zöldes pázsit; a buja fűben hevernek a félelmetlen dámvadak; a vad méhe köpüt ásott a vízre hajló fa odvában s dongva röpkedi körül a havasi virágokat, mik a víz fölött inganak.
E folyam a Rima vize.”
Hivatalos szlovák tanulmány szerint hosszútávú átlag vízhozama a torkolatnál 7,6 m³/s. Ez persze nem zárja ki a más mérésekkel számított, talán normál vízszinthez igazított 4,7 m³/s -es megállapítást.

## Mellékvizei
- Gortva-patak. Felednél jobb oldalon.
- Balog-patak (48,7 km; 270,5 km2; 1,064 m3/s). Rimaszécsnél bal oldalon.
- Baraca-patak. Baraca településnél bal oldalon.

## Rima parti települések
Nyustya, Rimabrézó, Rimabánya, Rimakokova, Karaszkó, Bakostörék, Orlajtörék, Rimavarbóc, Rimaszombat, Rimapálfala, Rimaráhó, Rimasimonyi, Rimaszabadi, Rimazsaluzsány, Feled, Rimaszécs, Velkenye

## Képek

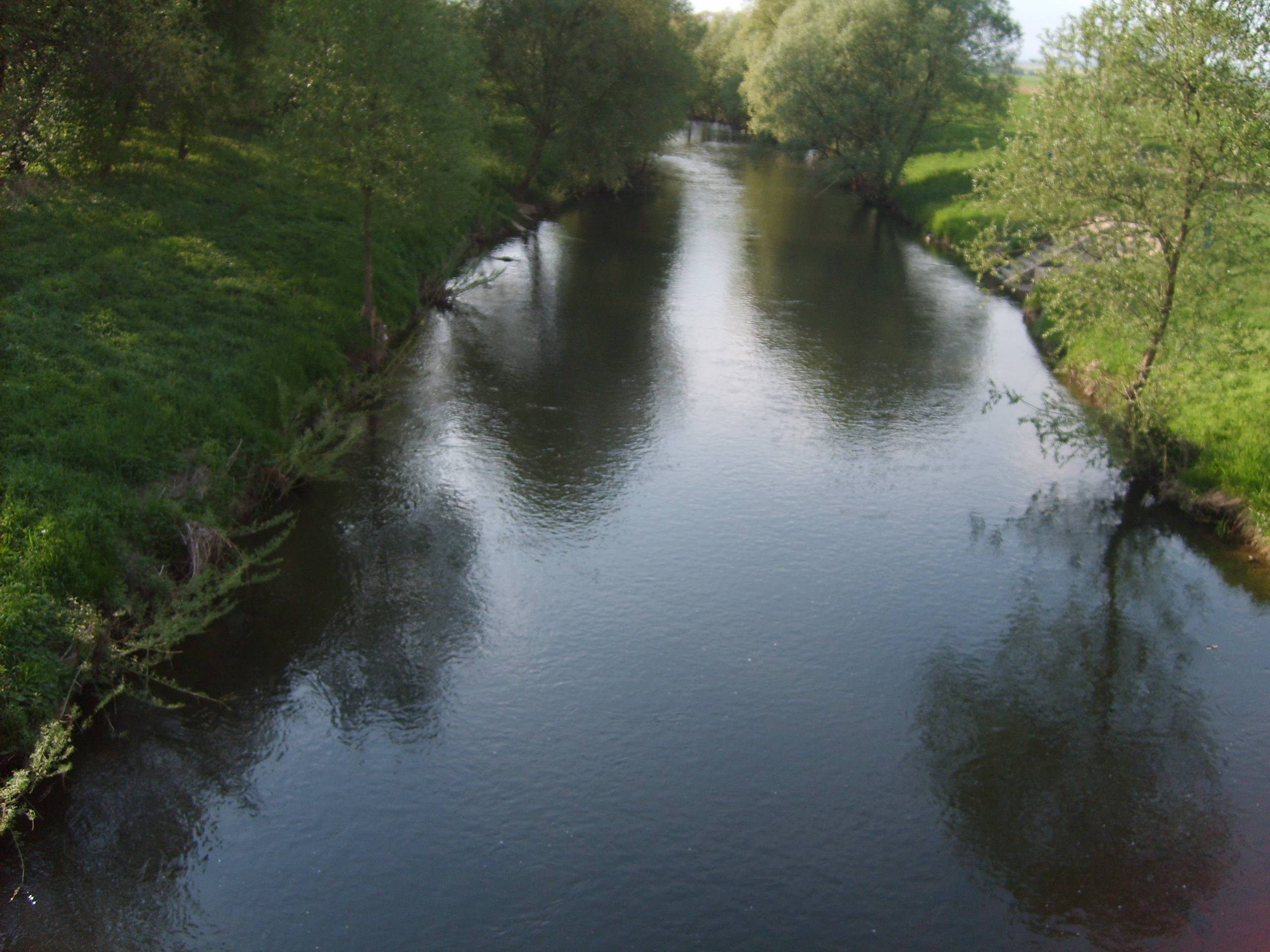
A Rima folyó
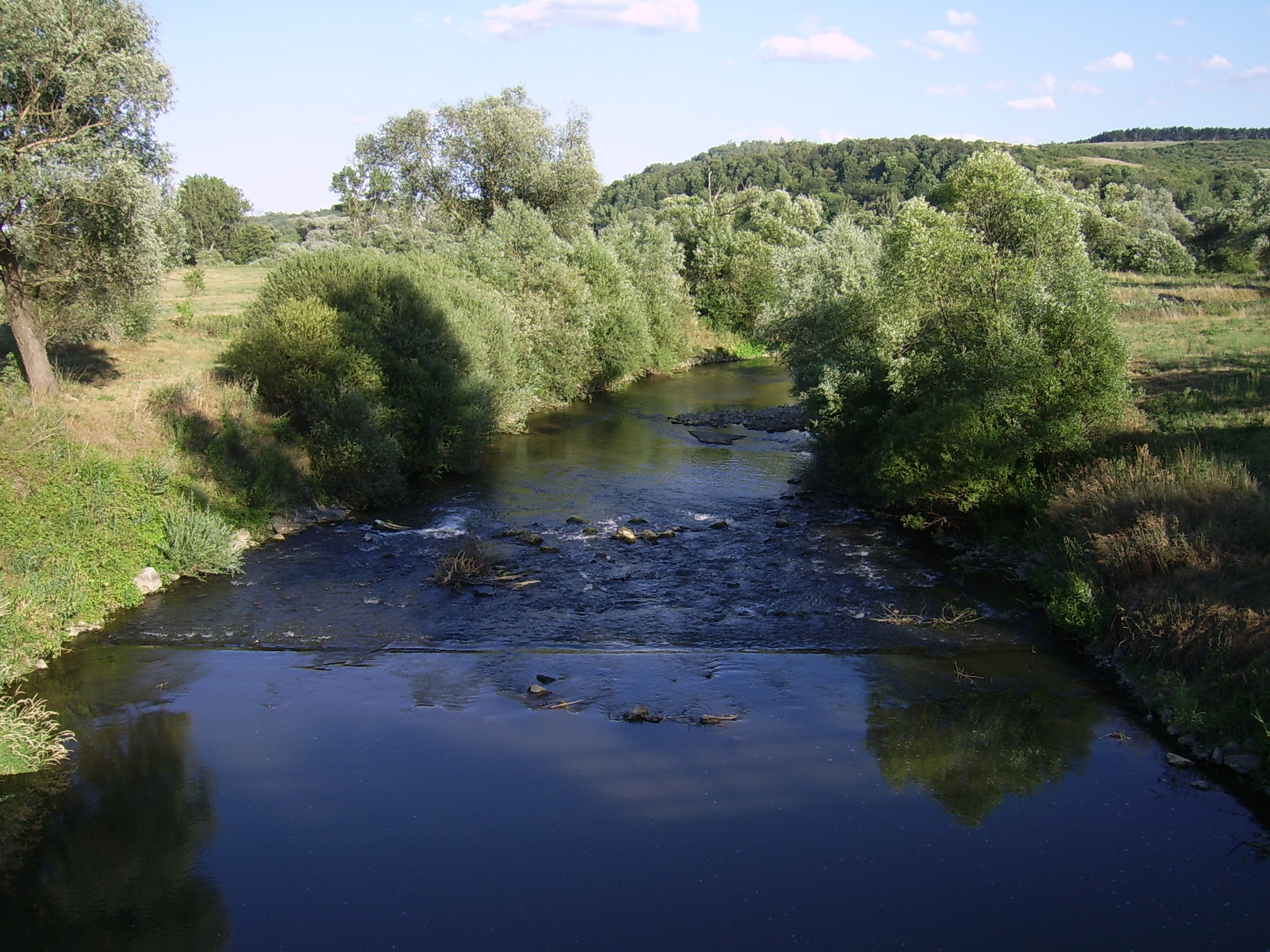
A Rima Velkenye mellett
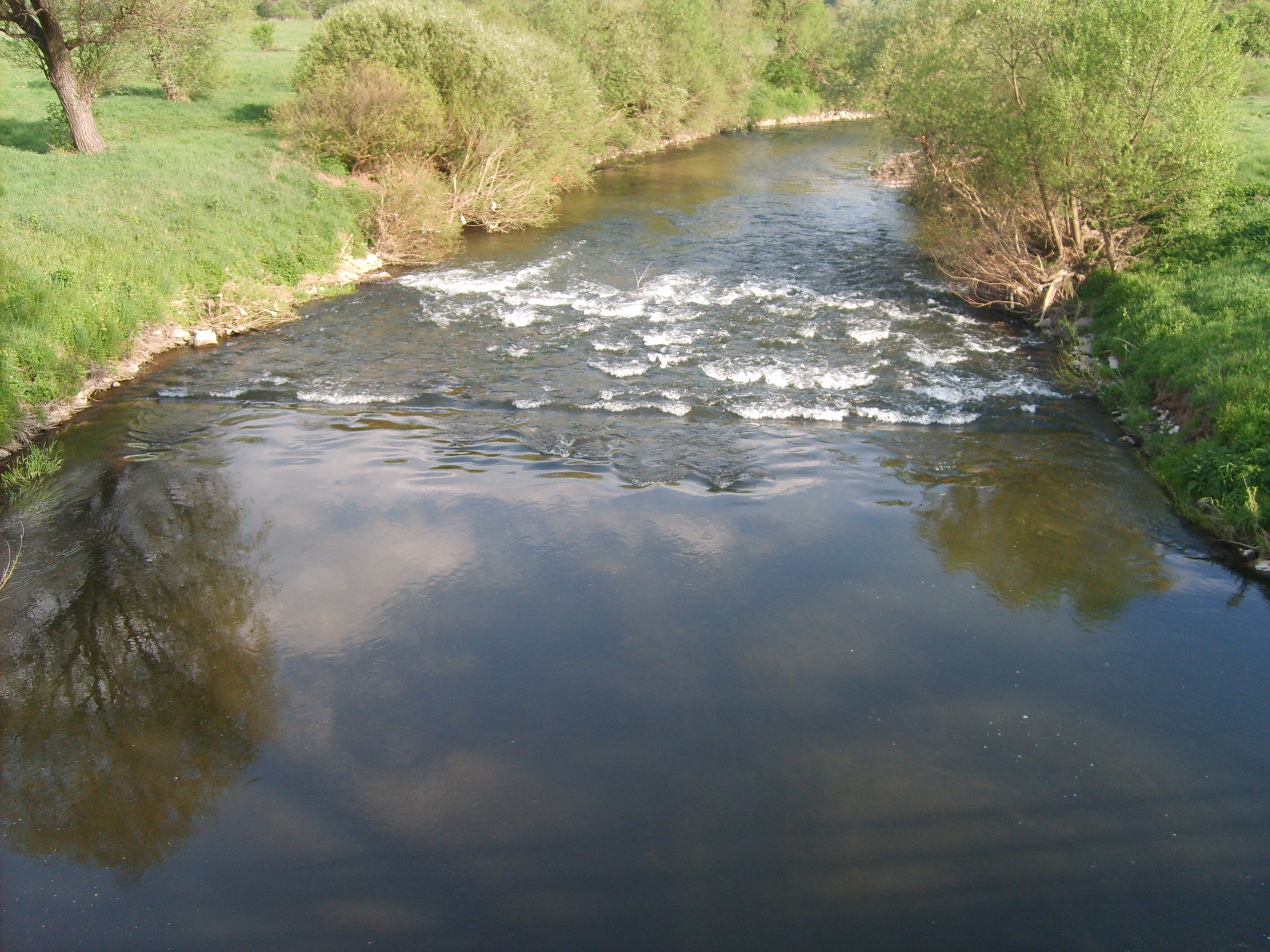
A folyó Velkenyénél
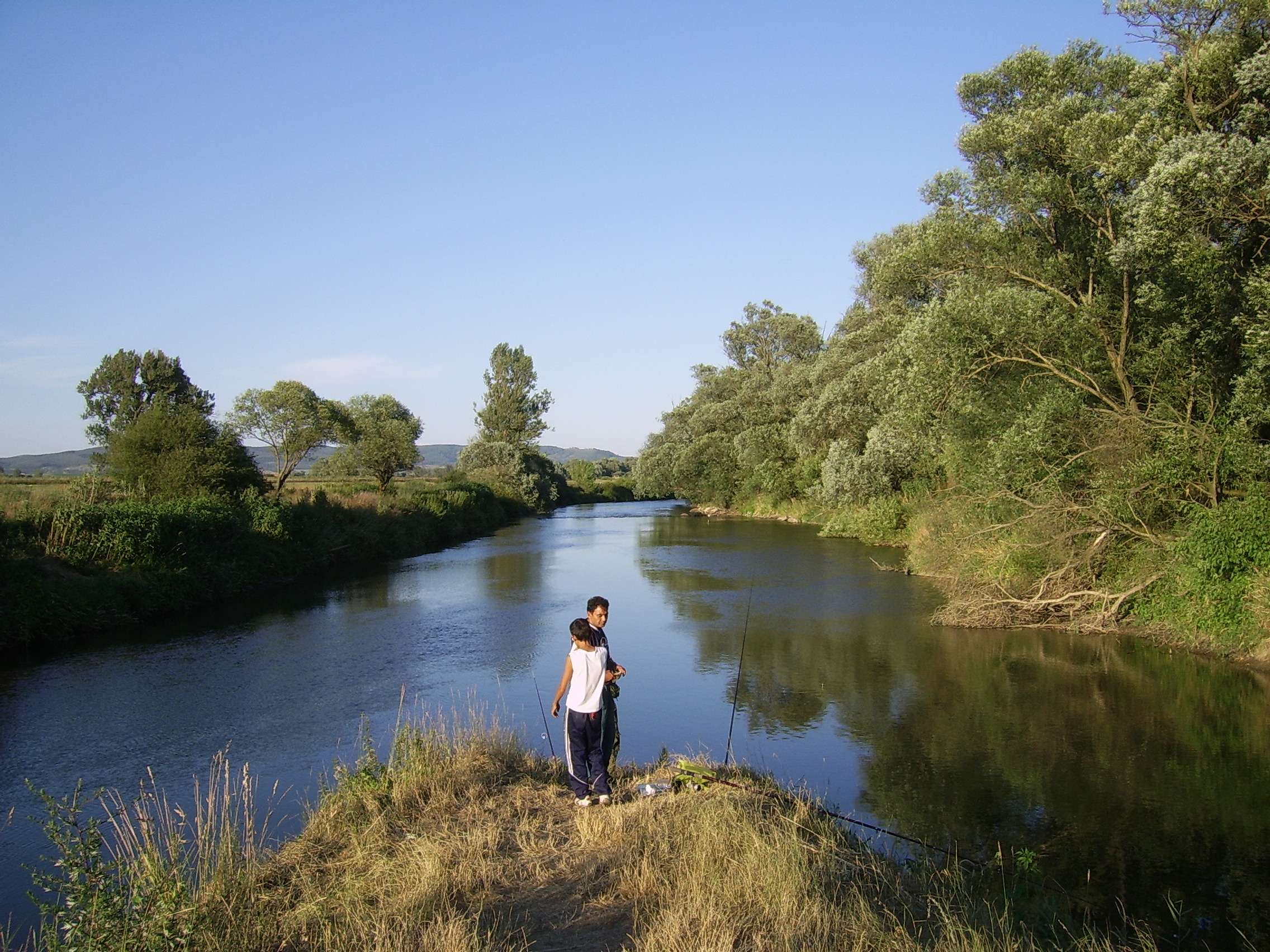
A Rima torkolata
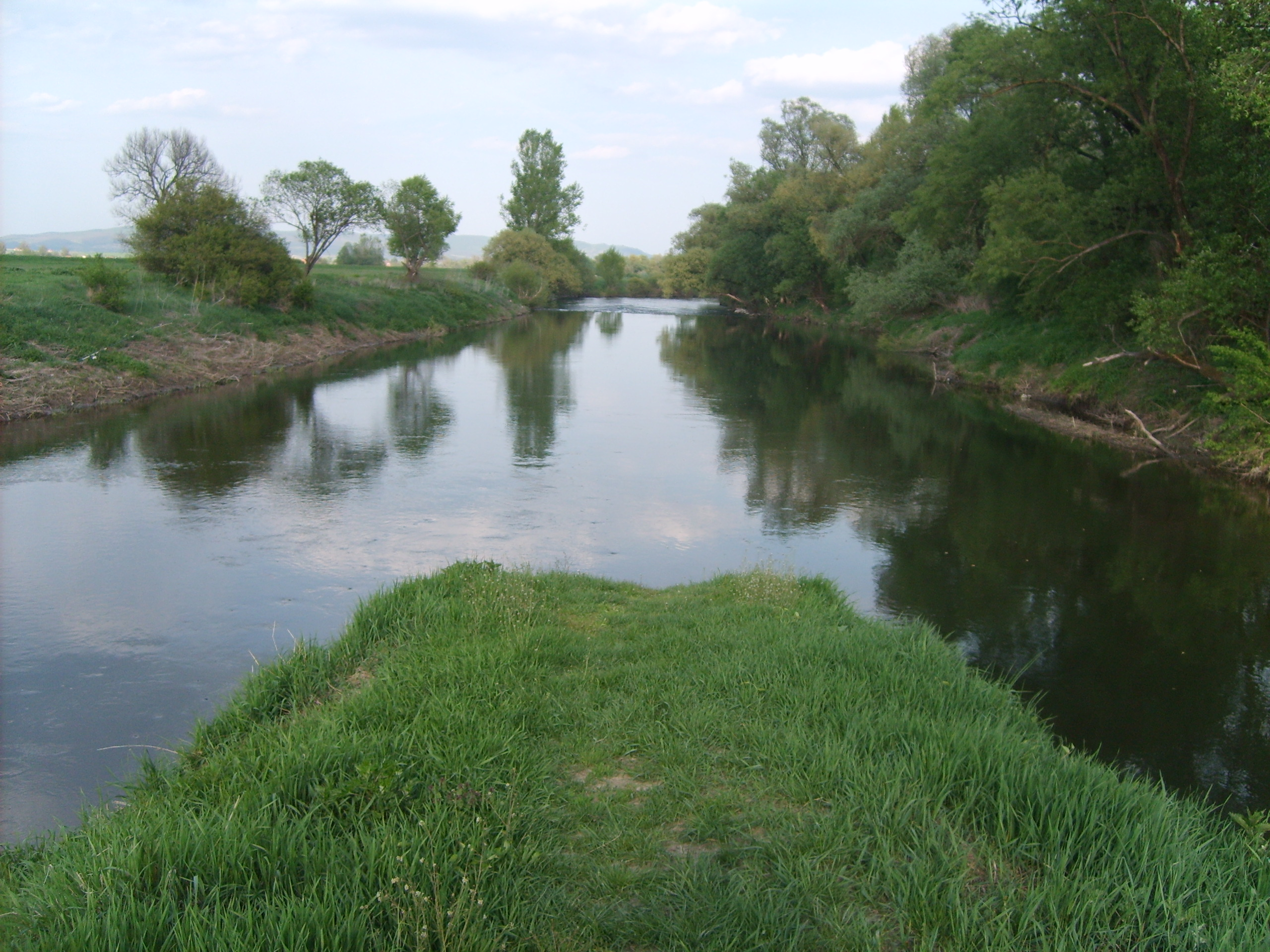
A Sajó-Rima torkolata
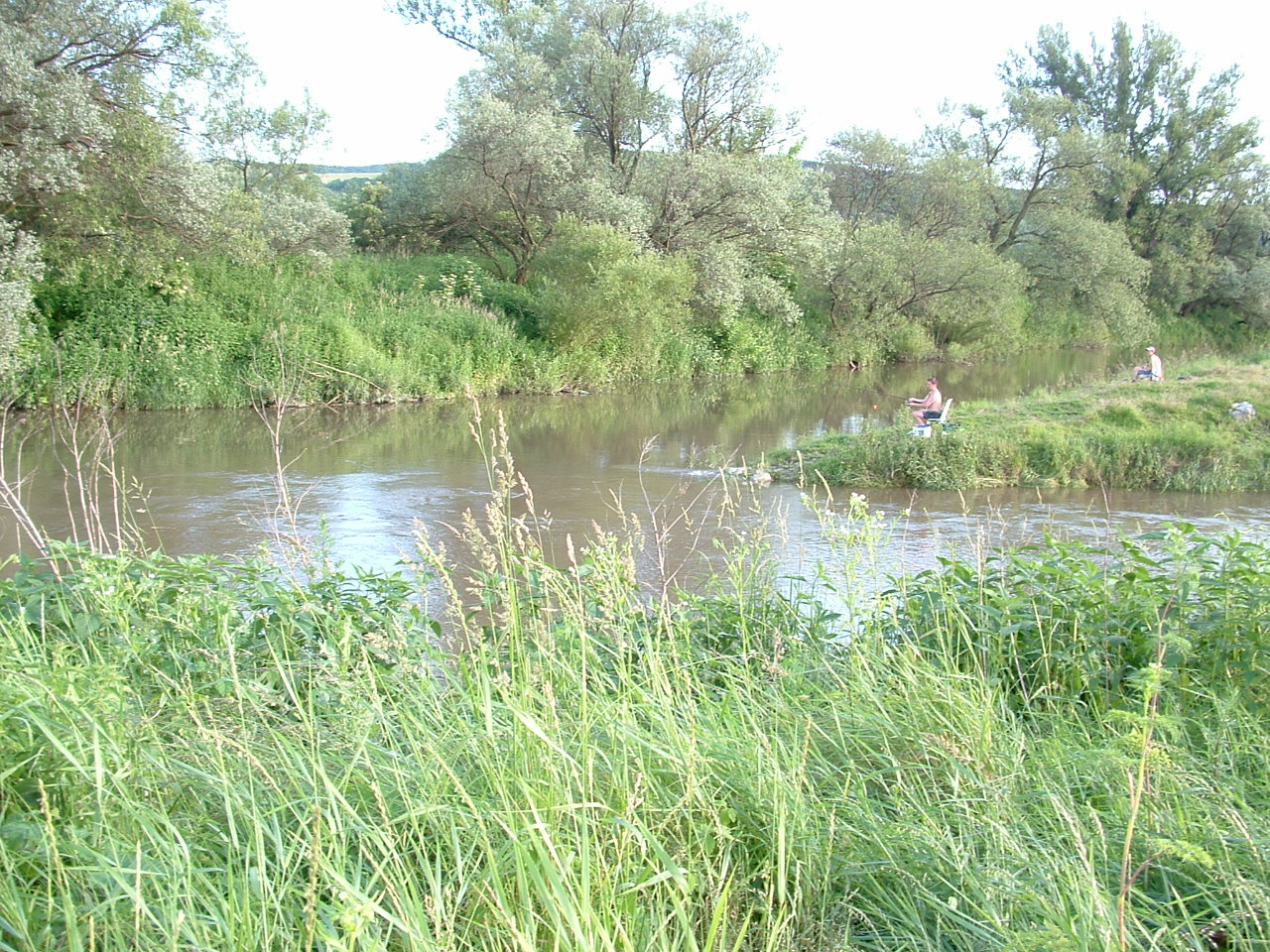
A Rima torkolata a Sajó bal partja felől
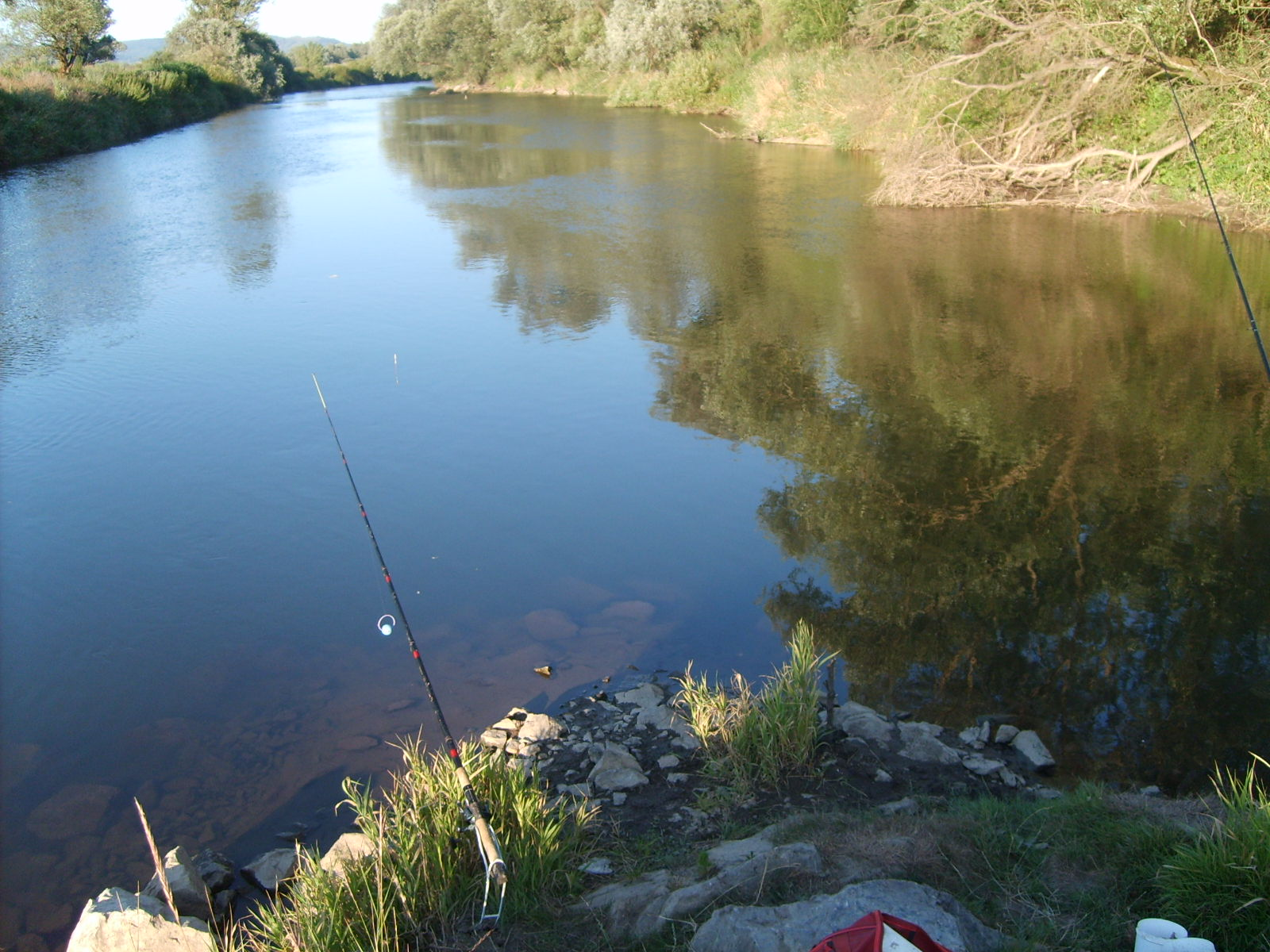
A Rima torkolata közelebbről
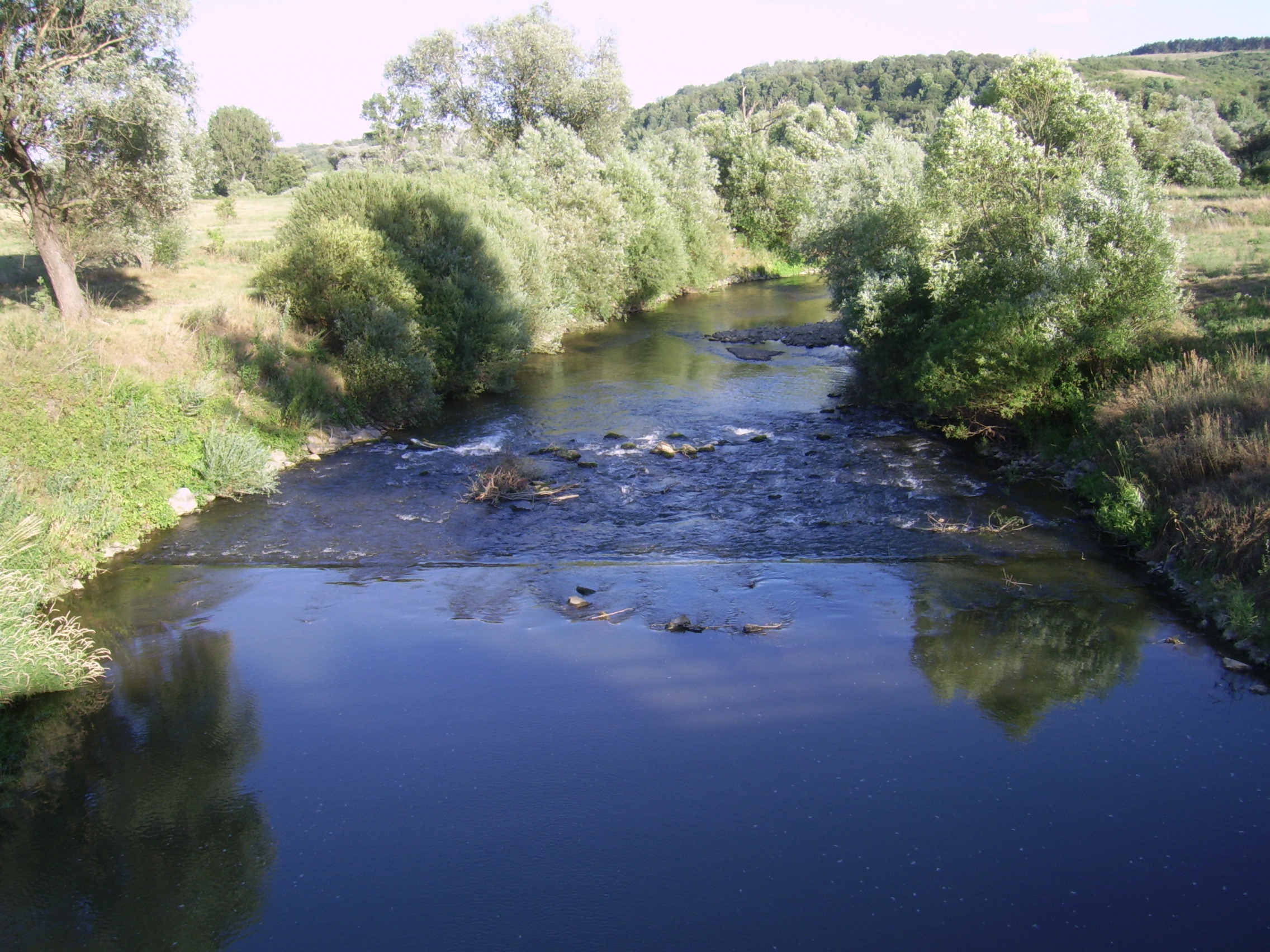
A Velkenyei hídról a folyó
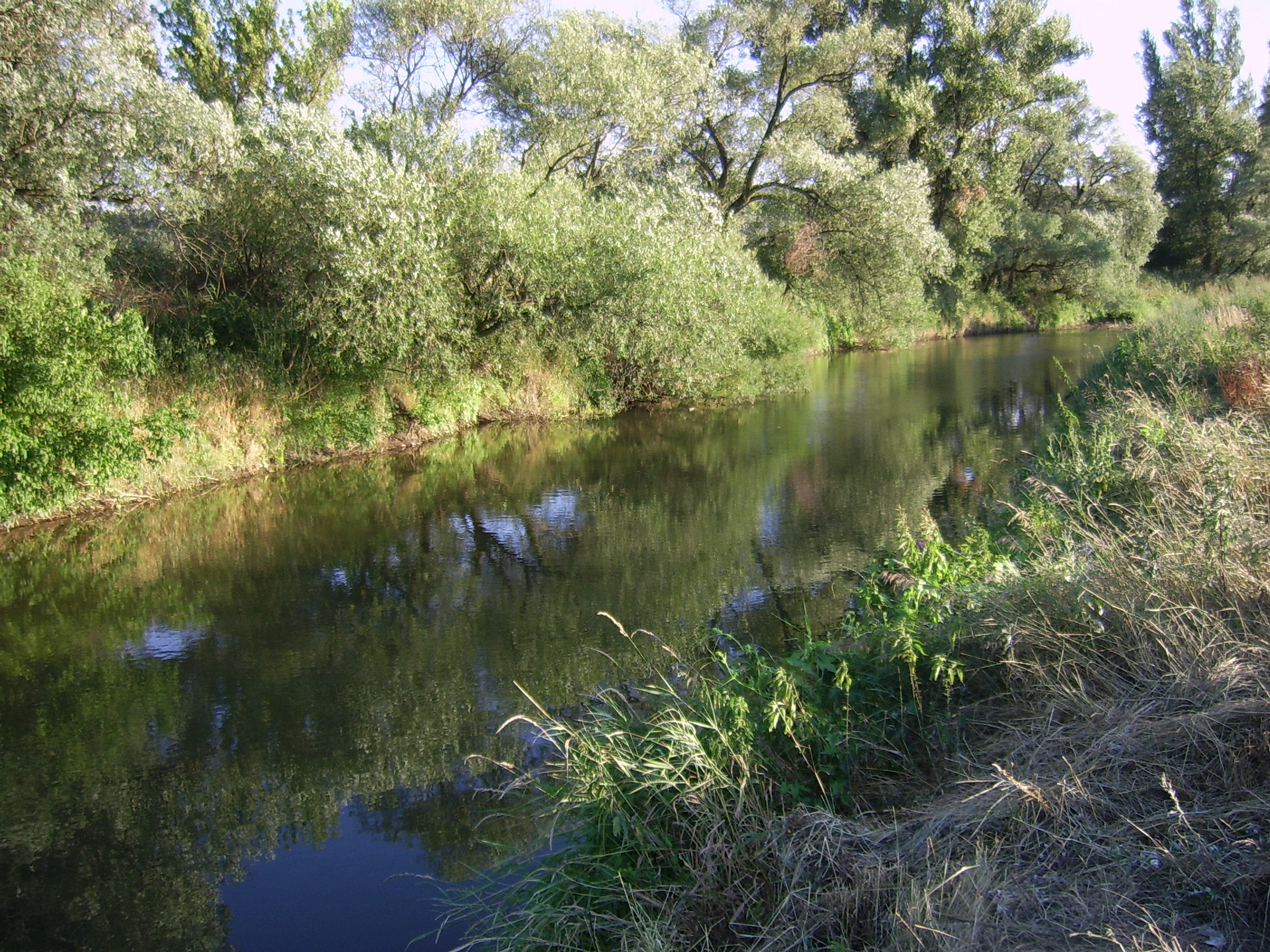
Néhány méterre a torkolattól
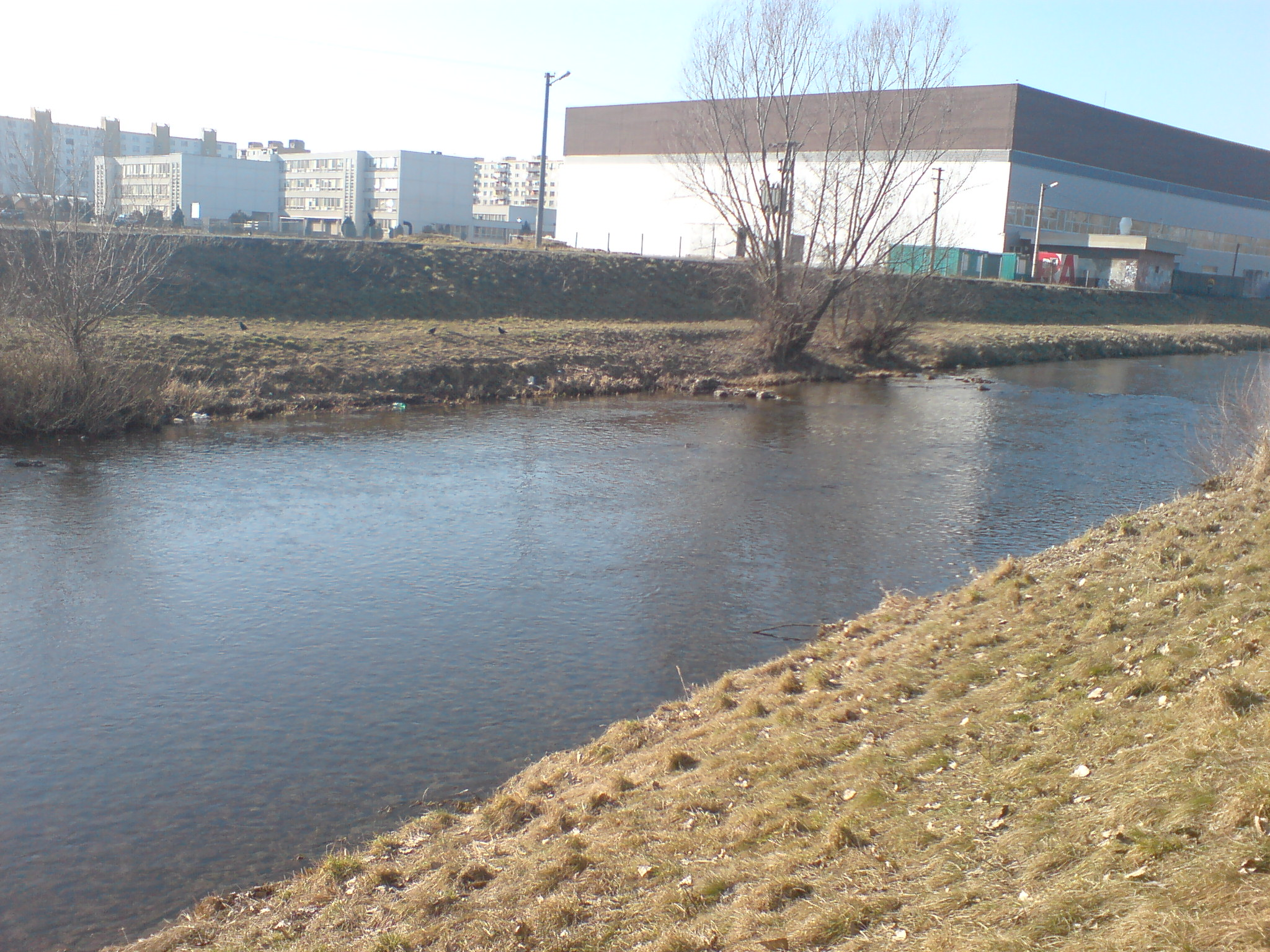
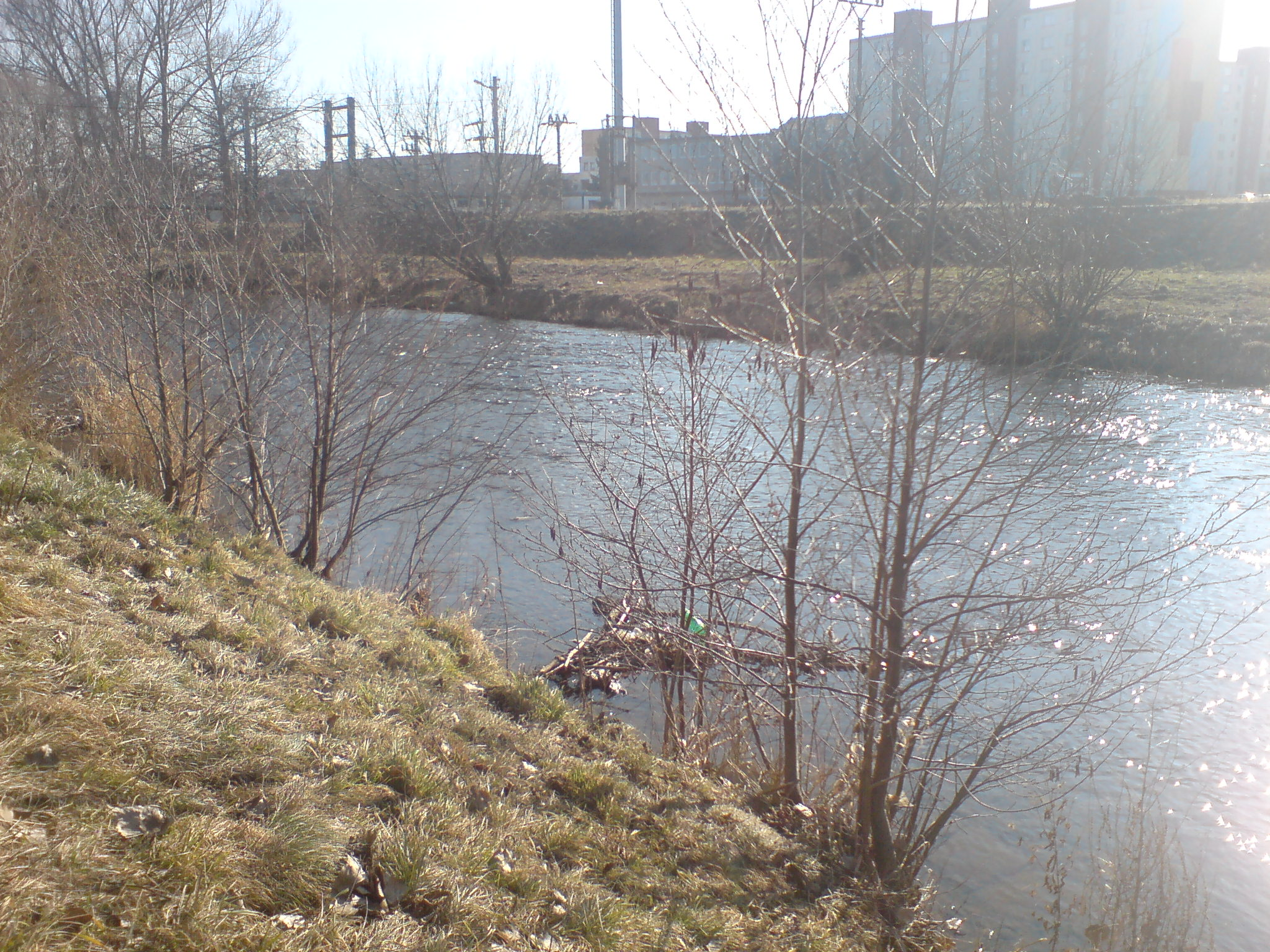
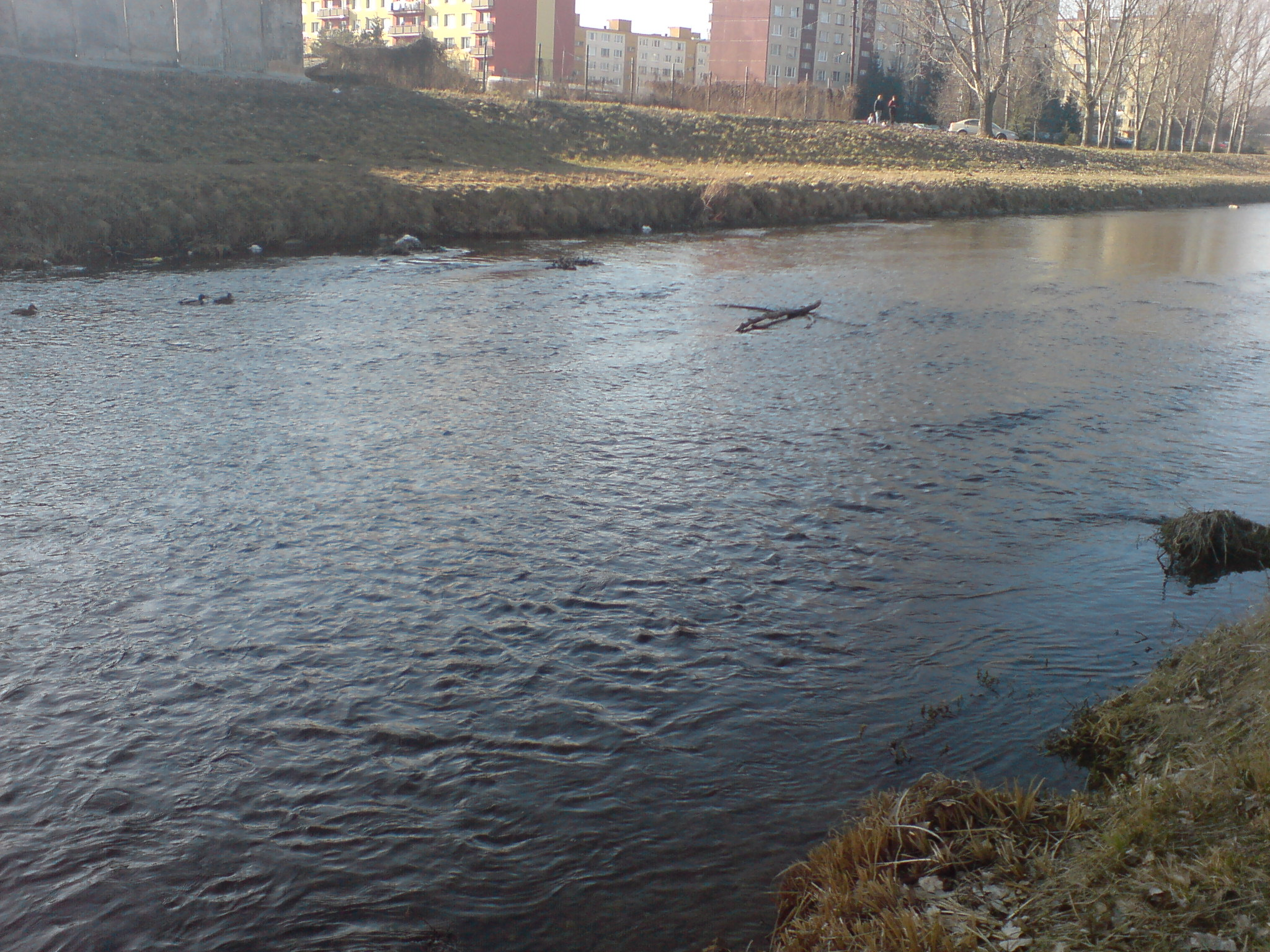
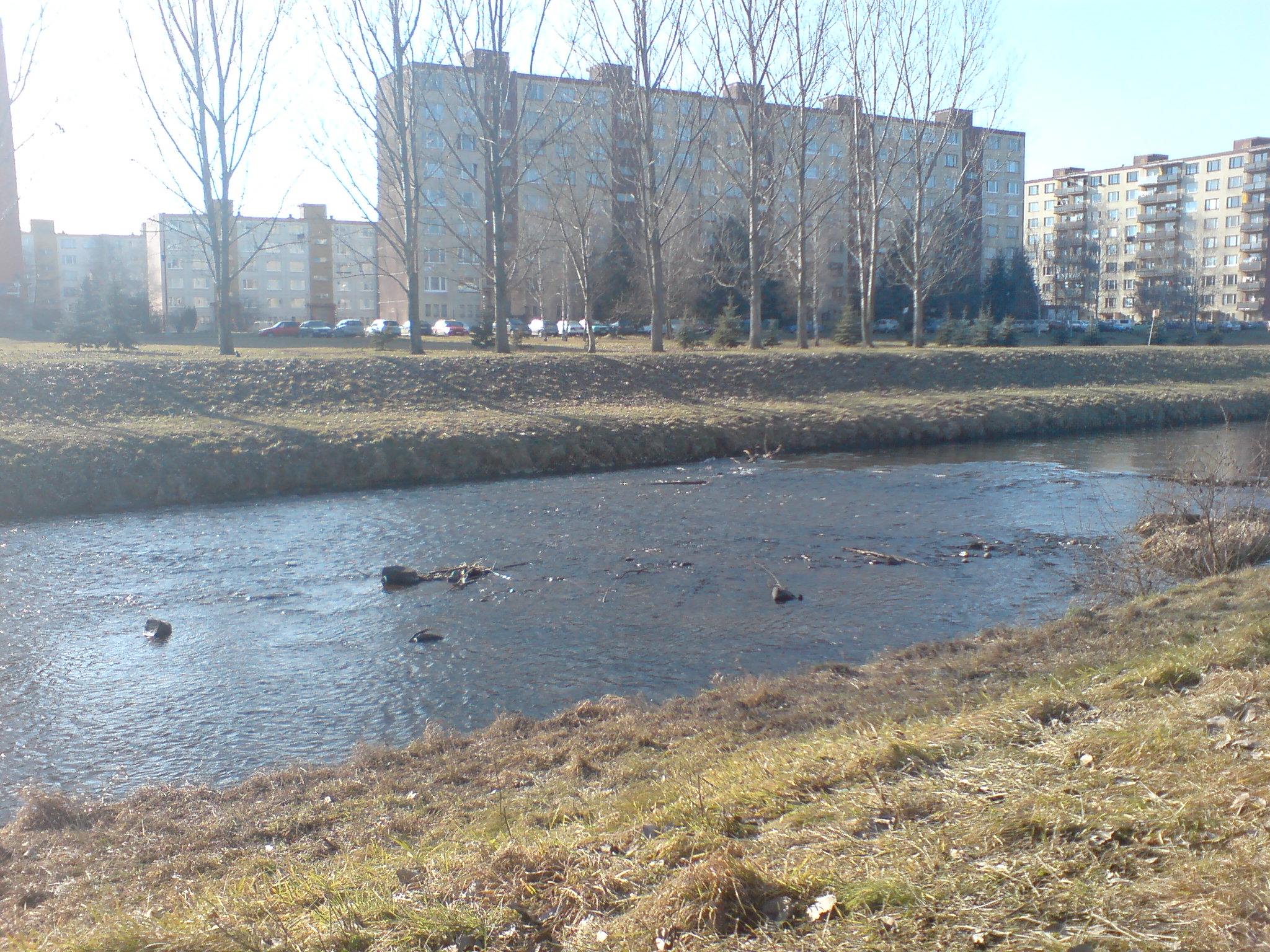
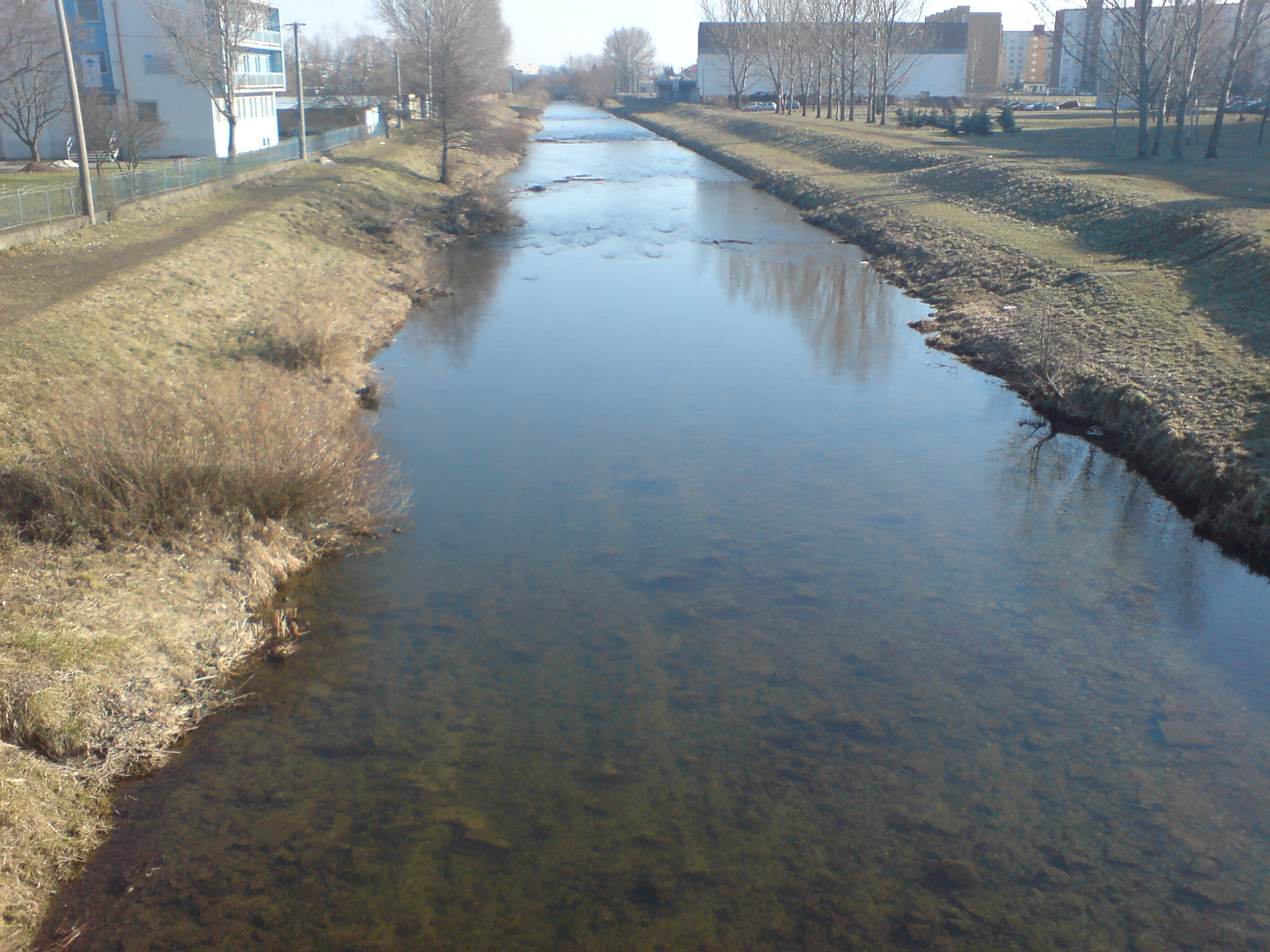
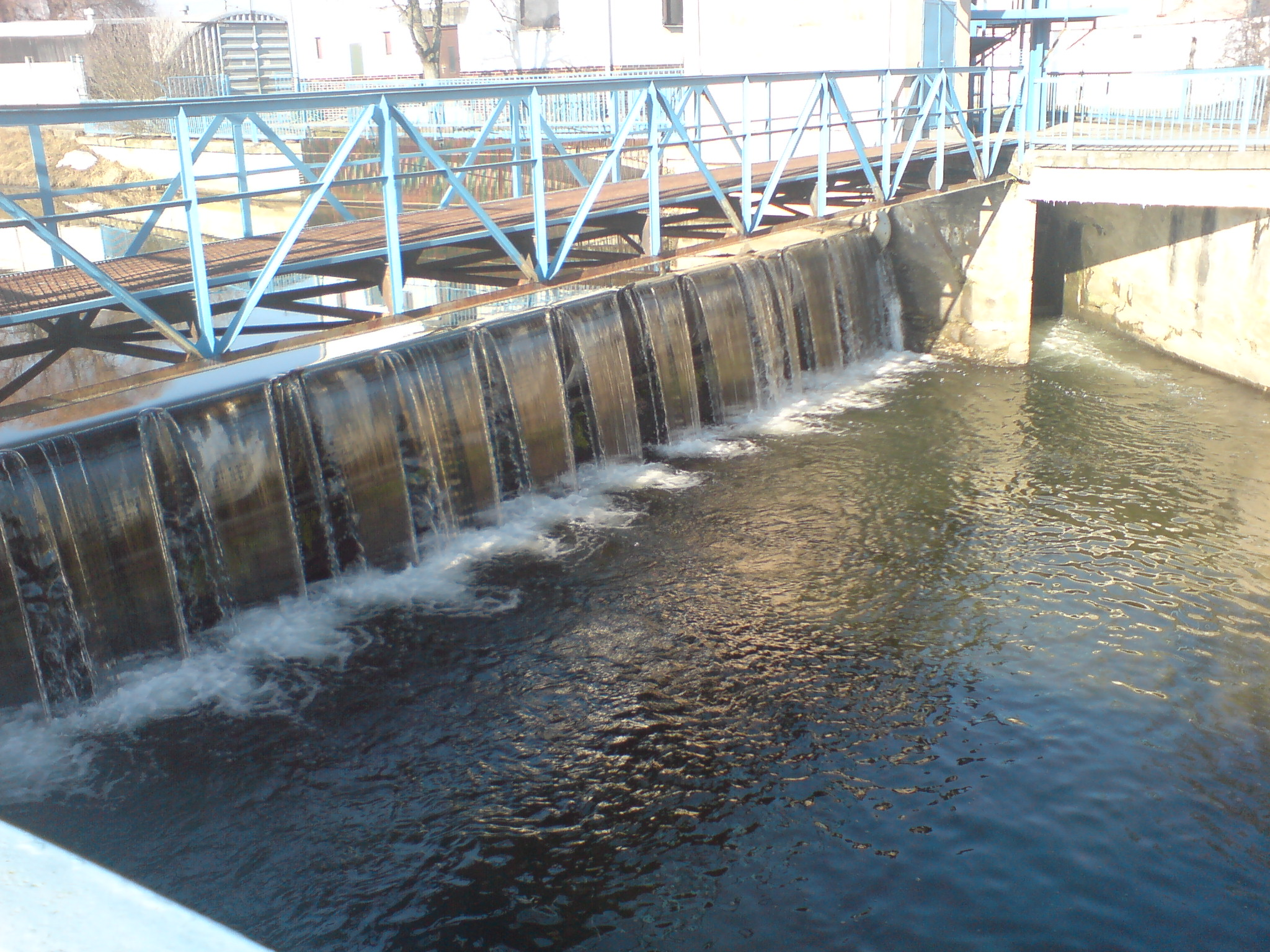
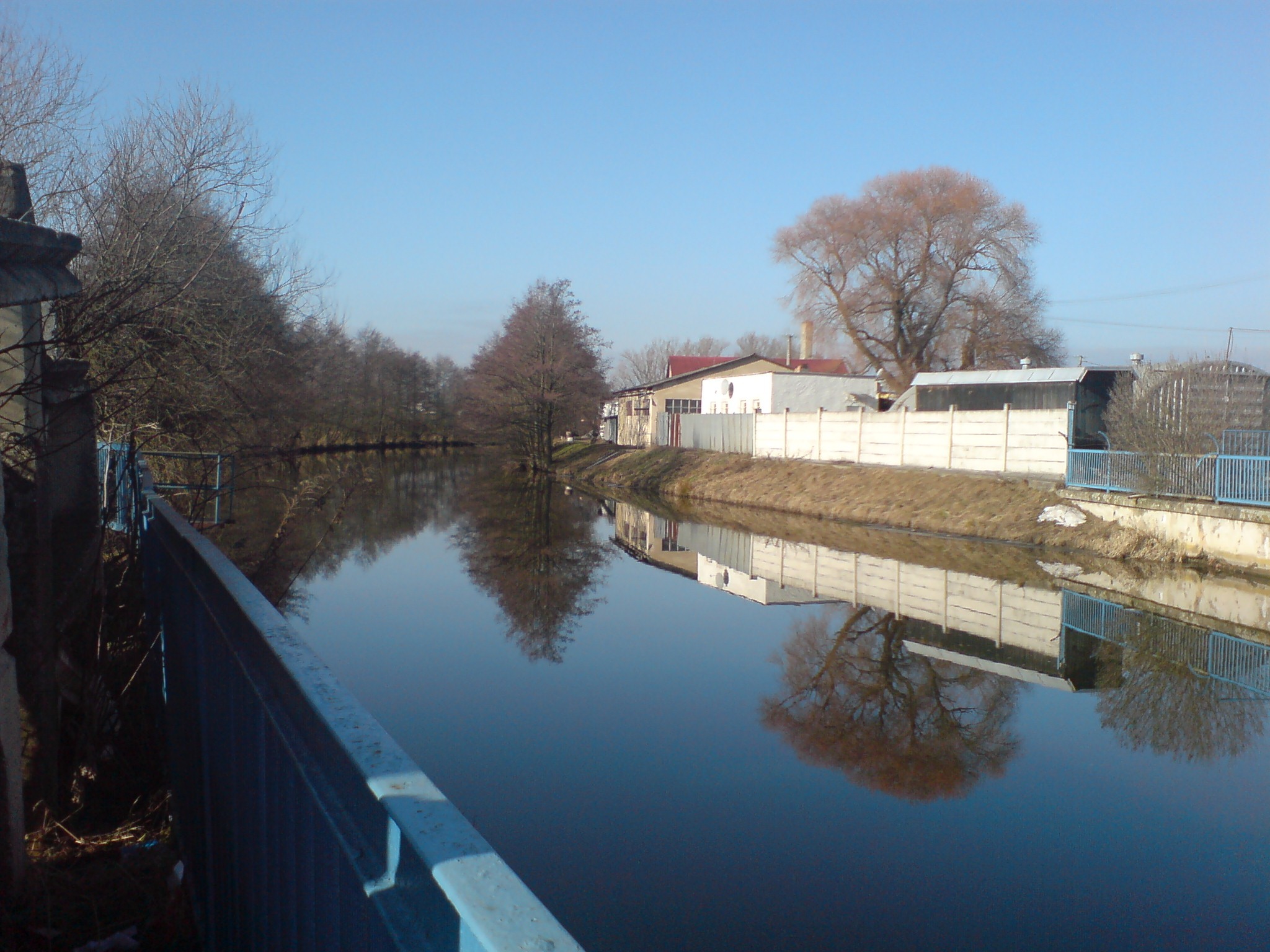